# Semipartito troncato
Semipartito troncato è un termine utilizzato in araldica per indicare tre punti dati da due linee di partizione.
Per leggere correttamente questa partizione, come tutte le altre dello stesso tipo, è necessario individuare la partizione principale, riconoscibile dal fatto che non è preceduta dal prefisso semi- (in questo caso il troncato), e successivamente applicare la partizione secondaria (in questo caso il -partito) nell'ordine indicato. Negli esempi portati quindi è come se si fosse blasonato: troncato: il 1º partito …; il 2º ….

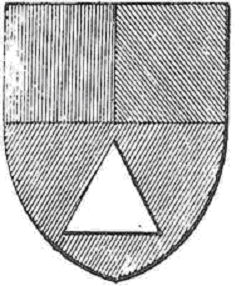
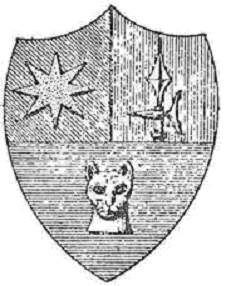